# Biserica de lemn „Sfântul Nicolae” din Bursuceni
Biserica de lemn „Sf. Nicolae” este o biserică amplasată în Bursuceni, raionul Sîngerei, Republica Moldova. Este un monument arhitectural de importanță națională inclus în Registrul monumentelor Republicii Moldova ocrotite de stat cu nr. 2235 (raionul Sîngerei). Datează din 1869.